# Annegret Gollin
Annegret (Anne) Gollin (* 11. Dezember 1956 in Neubrandenburg) ist eine deutsche Schriftstellerin.

## Leben
Annegret Gollin ist die Tochter einer Landarbeiterin und eines Schmieds. Sie wuchs in Mecklenburg auf. Von 1963 bis 1973 besuchte sie eine Polytechnische Oberschule in Neubrandenburg. Der Besuch einer weiterführenden Oberschule wurde ihr staatlicherseits aus politischen Gründen verweigert. So absolvierte sie von 1973 bis 1975 in Leipzig eine Lehre als Buchhändlerin. Auch dort durfte sie, „weil sie noch immer keinen festen sozialistischen Standpunkt entwickelt hat“ nicht arbeiten, sondern sollte sich zuvor erst ein Jahr „in der Produktion“ bewähren, was sie ablehnte. Nachdem sie in den Augen der DDR-Behörden ihrer Arbeitspflicht nicht nachgekommen war, wurde sie im Herbst 1975 erstmals verhaftet und wegen angeblich „asozialen Verhaltens“ zu sechs Monaten Arbeitserziehung nach § 249 StGB der DDR verurteilt. Während der Untersuchungshaft bzw. wochenlanger Einzelhaft in Prenzlau wurde sie zu einer Mitarbeit mit der Staatssicherheit erpresst. Diesen sogenannten IM-Verlauf widerrief sie nach der Entlassung aus der Haft. Nach Verbüßung dieser sechsmonatigen Strafe ging Gollin nach Berlin und wohnte dort im Bezirk Prenzlauer Berg sechs Monate in einem besetzten Haus in der Schwedter Straße. Sie arbeitete in einem Schuhlager am Ostbahnhof. Genau an ihrem 20. Geburtstag, am 11. Dezember 1976, wurde sie in einem Schnellverfahren erneut verhaftet und zu einer einjährigen „Arbeitsplatz- und Wohnortbindung“ in Griesen verurteilt. Dort musste sie ein Jahr lang leben und Klingelspulen drehen. 1979 heiratete sie überstürzt und zog nach Zwickau, wo sie bei der Volkssolidarität als Essens-Austrägerin sowie später bei der Inneren Mission als Heizerin tätig war. Sie hatte Kontakt zu anderen jungen Autoren und gehörte einem Zirkel Schreibender Arbeiter an. Ihr Ehemann ließ sich aber nach einem Jahr wieder scheiden. Er starb 1982 unter bis heute ungeklärten Umständen.
1980 wurde Gollin erneut verhaftet, diesmal wegen angeblicher Verbreitung von „Hetzschriften“ nach einer Anzeige eines Parteisekretärs, mit dessen Tochter sie befreundet war. Es handelte sich dabei um Werke der in der DDR verbotenen Autoren Reiner Kunze und Jürgen Fuchs. Sie wurde jedoch nach drei Monaten Untersuchungshaft wegen ihrer Schwangerschaft auf Bewährung entlassen. Im August 1980 wurde ihr Sohn geboren.
Im Februar 1982 erfolgte ihre letzte Verhaftung, diesmal wurde sie, unter anderem aufgrund von Berichten des inoffiziellen Mitarbeiters der Staatssicherheit Tom Crepon alias IM Klaus Richter und Gabriele Berthel alias IM Sylvia, wegen „Herstellung und Verbreitung von Hetzliteratur“ und „Herabwürdigung des Sozialismus in der Öffentlichkeit“ zu einer Gesamtstrafe von 20 Monaten Haft verurteilt. Sie verbüßte einen Teil dieser Strafe im Gefängnis Hoheneck. Ihr kleiner Sohn wurde zeitgleich zuerst in einem Kinderheim, später in einer Wochenkrippe in Neubrandenburg untergebracht. Im Dezember 1982 wurde sie von der Bundesrepublik Deutschland freigekauft. 1983 übersiedelte sie nach West-Berlin: Nach einem wochenlangen Aufenthalt im Lager Marienfelde lebte sie zuerst in Berlin-Schöneberg. Ihr Sohn, der ihr im Februar 1982 entzogen worden war, „durfte“ ihr im Mai 1983 dorthin folgen.
Von 1985 bis 1987 leitete Annegret Gollin den Buchladen Rauchzeichen und gründete den Verein Blitz (Berliner Literaturzirkel) und arbeitete als aktives Mitglied in der NGL und GEDOK und des Schriftstellerverbandes. In dieser Zeit holte sie auch ihr Abitur in Berlin-Schöneberg an der Abendschule nach.
Ab 1988 lebte sie als freie Schriftstellerin und Referentin.
Sie veranstaltete regelmäßig Lesungen an Berliner Schulen, organisierte Schreibwerkstätten u. a. für die Monatszeitschrift Das Magazin und war in der politischen Bildungsarbeit, u. a. für die Ehlers-Akademie (Volker Mathee), die Jakob-Kaiser-Stiftung (Richard Blöhmer) und die Konrad-Adenauer-Stiftung (Wolfgang Bergsdorf/Rüthers) und das DDR-Museum (Reiner Hildebrandt) am Checkpoint Charlie tätig.
Nach der Wende arbeitete sie zunächst von 1990 bis 1994 als Zeitzeugin und Referentin im früheren Stasi-Gefängnis Hohenschönhausen, u. a. mit Bärbel Bohley, Jürgen Fuchs, Ulrich Schacht und Siegmar Faust. In dieser Zeit entstanden ebenfalls mehrere Künstlerbücher in der Edition Maldoror von Maximilian Barck und eine intensive Zusammenarbeit u. a. mit Gert Neumann und verschiedenen Berliner Malerkollegen.
Ab 1995 war sie gleichzeitig zehn Jahre lang als Zeitzeugin und Referentin im früheren Stasi-Hauptquartier in der Magdalenenstraße tätig. Von 1996 bis 1999 absolvierte sie mithilfe eines Stipendiums des Else-Heiliger-Fonds ein Studium am Deutschen Literaturinstitut in Leipzig. 1999/2000 lebte sie u. a. jeweils ein halbes Jahr im Künstlerdorf Schöppingen bei Münster, danach in Bern in der Schweiz. Dort beschloss sie, nicht mehr zu schreiben.
Von 2001 bis einschließlich 2019 arbeitete sie vorwiegend als Betreuerin von Besuchergruppen in Bundespresse- und Kanzleramt sowie als Reiseleiterin für politische Stadtführungen durch Berlin. Sie begleitete in der Zeit ca. 600 Gruppen von jeweils 50 Personen aller gewählten Parteien durch Berlin. Seit 2. Mai 2001 führt sie auch Besuchergruppen durch das Bundeskanzleramt und das gesamte politische Zentrum der Hauptstadt.
Annegret Gollin ist Verfasserin von Erzählungen, Essays und vor allem Gedichten.
Sie lieferte hunderte Beiträge für Anthologien, Zeitungen, Zeitschriften und den Rundfunk.
Annegret Gollin war seit 1985 Mitglied der GEDOK und der Neuen Gesellschaft für Literatur. Sie gehörte ebenfalls vorübergehend dem Berliner Landesverband des Verbandes Deutscher Schriftsteller. Seit Gründung 1992 war sie Mitglied des Autorenkreises der Bundesrepublik. Sie erhielt u. a. 1985 und 1987 jeweils ein Aufenthaltsstipendium mit ihrem Sohn in der Villa Minima im europäischen Studienwerk in Vlotho im Weserbergland. In dieser Zeit arbeitete sie u. a. für Andreas Mytze, dem Herausgeber der Europäischen Ideen in London. 1992 erhielt sie den GEDOK Literaturförderpreis, 1995 und 1999 jeweils ein Aufenthaltsstipendium der Konrad-Adenauer-Stiftung für die Villa La Collina, 1999 ein halbjähriges Aufenthaltsstipendium für die Stadt Bern sowie 2000 ein Aufenthaltsstipendium des Künstlerdorfes Schöppingen.
Im Jahr 2020 ging sie coronabedingt in Frührente und arbeitet seitdem in und an verschiedenen sozialen Projekten in Berlin.

## Werke
- ddr eckig / West-östliche Sentiments, Berlin 1985
- Schrei-Berlin(g) und die kleinste Anarchie, Berlin 1988
- Deutschland – ein Lügenmärchen, Berlin 1990
- Ich fühle mich so unerhört, Berlin 1992
- Die Kindheit aber bleibt, Berlin 1992
- Liebesb(e)reit, Berlin 1992
- Rätselhafte Aussichten, Berlin 1992
- Nächtliche Irritationen, Berlin 1995
- Anne Gollin, Berlin 1996
- Doppelbelichtung, Berlin 1996
- Drei Szenen aus Bolandas Leben, Berlin 1998
- Ausgelassen, Ahlhorn 2001

## Herausgeberschaft
- Die liebe Liebe ... und der Mut dazu, Vechta-Langförden 2002

## Film
- „Jeder schweigt von etwas Anderem“, Dokumentarfilm von Marc Bauder